# Universidad de Anglia del Este
La Universidad de Anglia Oriental es una universidad pública localizada en Norwich (Norfolk, Inglaterra), fundada como parte del programa Nuevas Universidades del Gobierno británico en los años 1960. La universidad es miembro del grupo de universidades líderes británicas de investigación intensiva.
Académicamente es una de las más exitosas del país y es considerada una de las mejores instituciones de educación superior de Gran Bretaña; ocupa el 19.º puesto en el The Sunday Times University League Table 2006 y consta como la primera en satisfacción estudiantil entre las principales universidades inglesas en la encuesta de 2006 del National Student Survey.
Asimismo, la Universidad de Anglia Oriental ha sido catalogada como 57.ª en Europa, y figura entre las doscientas mejores universidades del mundo, según un ranking de la Universidad de Shanghái Jiao Tong.

## Alumnos egresados destacados
- Tupou VI: Rey de Tonga
- Mario Luis Fuentes Alcalá: político y economista
- Baroness Amos: Líder de la Cámara de los Lores en el Reino Unido
- Wayne Barnes: árbitro internacional de rugby union
- Julio Boltvinik Kalinka: político mexicano
- John Boyne: Escritor
- Douglas Carswell: político británico
- Gurinder Chadha: directora de cine
- Tracy Chevalier: Escritora
- Gino Costa: Ministro del Interior del Perú
- Eduardo Costantini: Empresario
- Jack Davenport: Actor en la película Piratas del Caribe
- Louise Doughty: Escritora
- Suzannah Dunn: Escritora
- Anne Enright: Escritora y ganadora del Premio Booker
- Caroline Flint: política británica
- James Frain: Actor
- Sir Robert Fulton: Gobernador de Gibraltar
- Dame Sarah Gilbert: vacunóloga
- Sir Carlyle Glean: Gobernador General de Granada
- Óscar González Rodríguez: político mexicano
- Sir Michael Houghton: ganador del Premio Nobel
- Sir Kazuo Ishiguro: Autor de Remains of the Day y ganador del Premio Whitbread y el Premio Booker
- Ousman Jammeh
- Donald Kaberuka
- Murat Karayalçın
- Eduardo Marturet: Director de orquesta
- Tito Mboweni
- Ian McEwan: Escritor y ganador del Premio Booker
- Paul Nurse: Investigador bioquímico ganador del Premio Nobel
- Andrew Miller: Escritor
- Teima Onorio
- Zoya Phan: activista político
- John Rhys-Davies: Actor en la película El Señor de los Anillos
- Simon Scarrow: Escritor
- Baroness Scott: política británica
- W. G. Sebald: Escritor
- Guillermo Sheridan: Escritor
- Össur Skarphéðinsson
- Matt Smith: Actor inglés, es más conocido por su papel como la undécima encarnación del Doctor en la serie de televisión británica Doctor Who
- Lord Strathclyde: Líder de la Cámara de los Lores en el Reino Unido
- Hwee Hwee Tan: Escritor de novelas
- Emma Taylor-Isherwood: Actriz
- Binyavanga Wainaina: Escritor
- Hernán Lara Zavala: Escritor

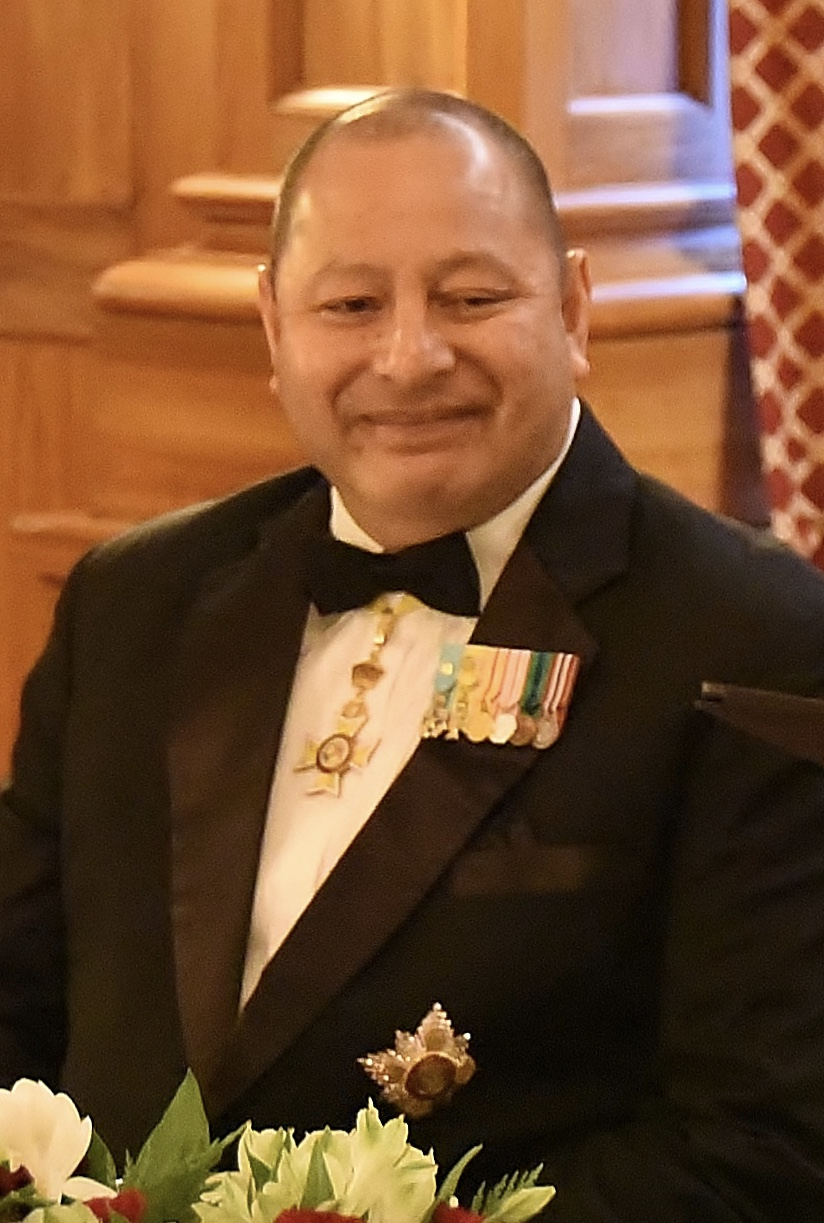
Rey de Tonga Tupou VI
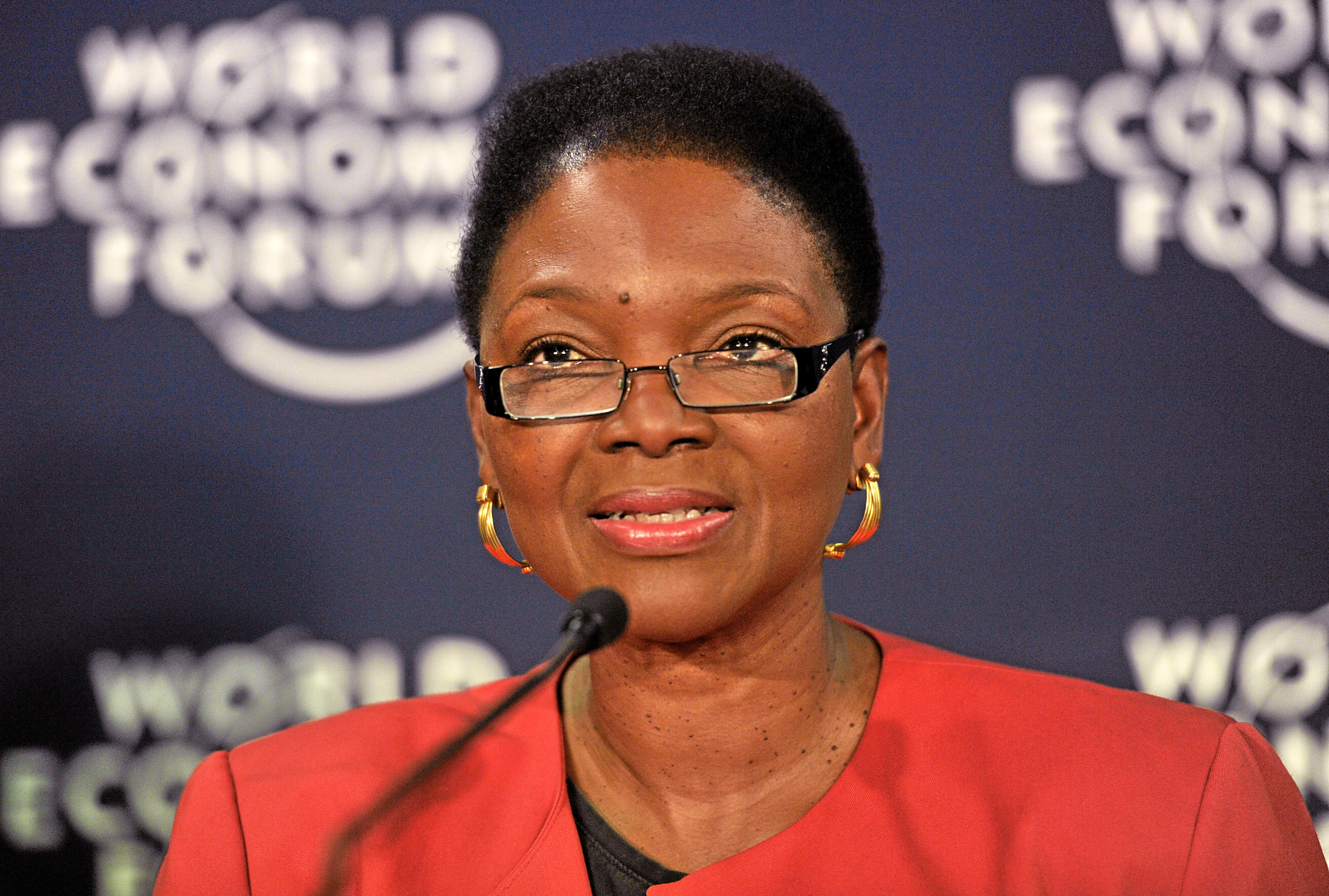
Baroness Amos
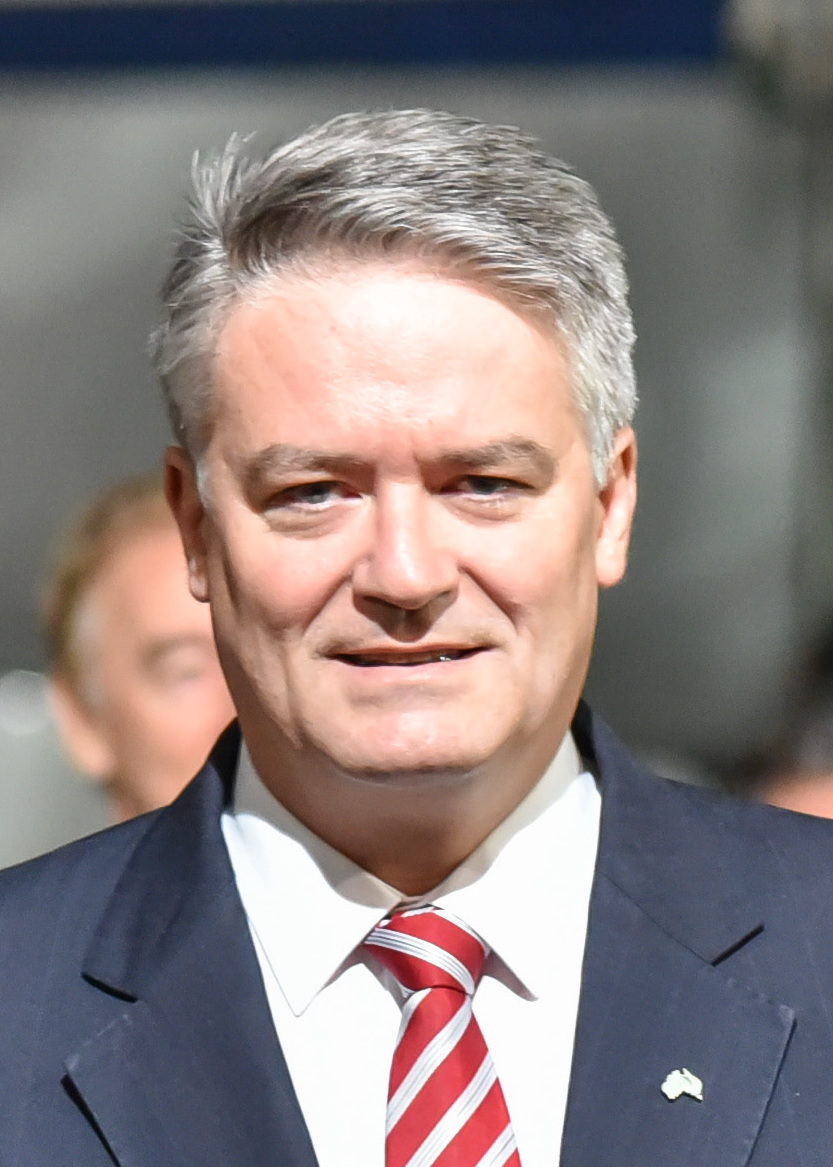
Mathias Cormann
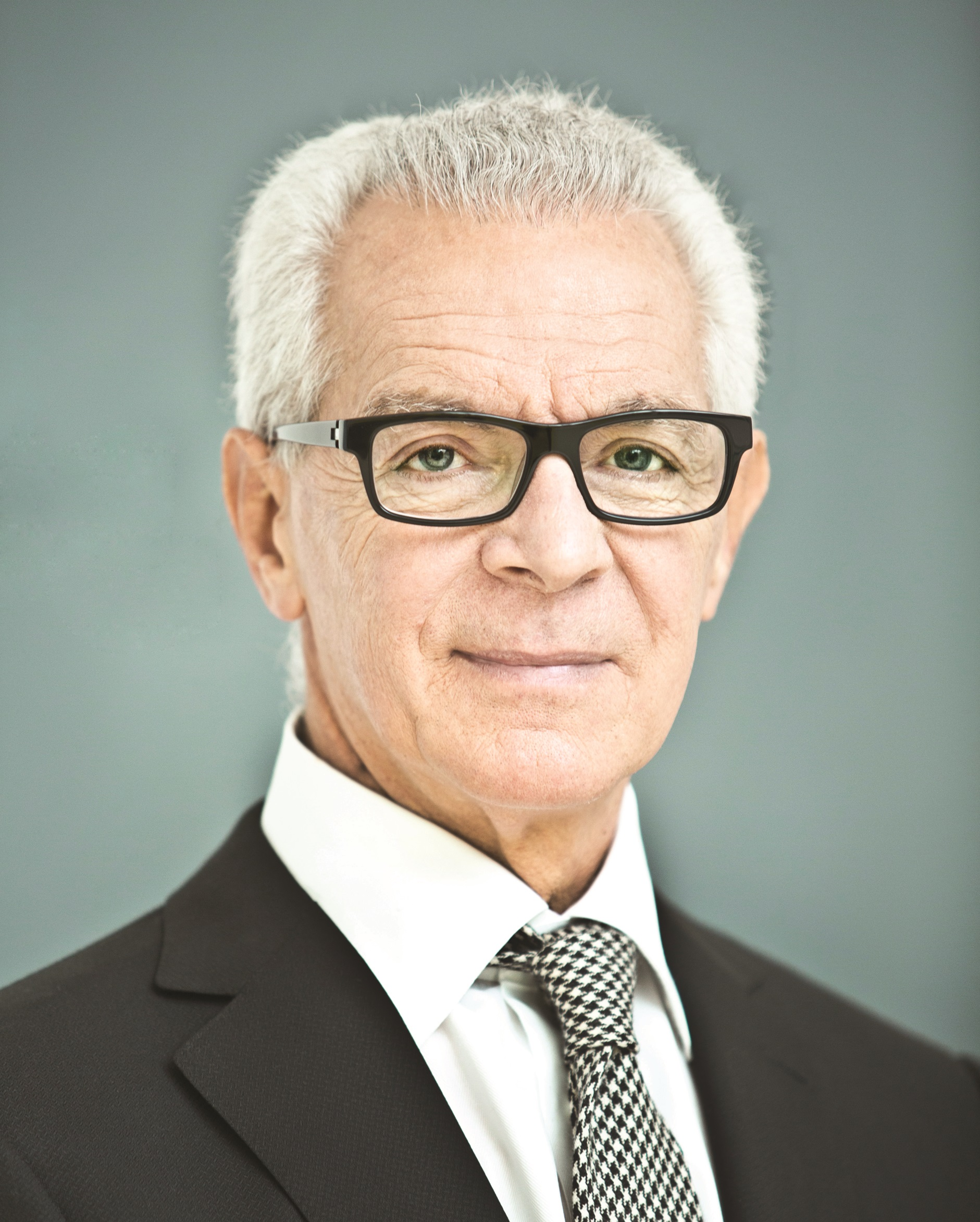
Eduardo Costantini
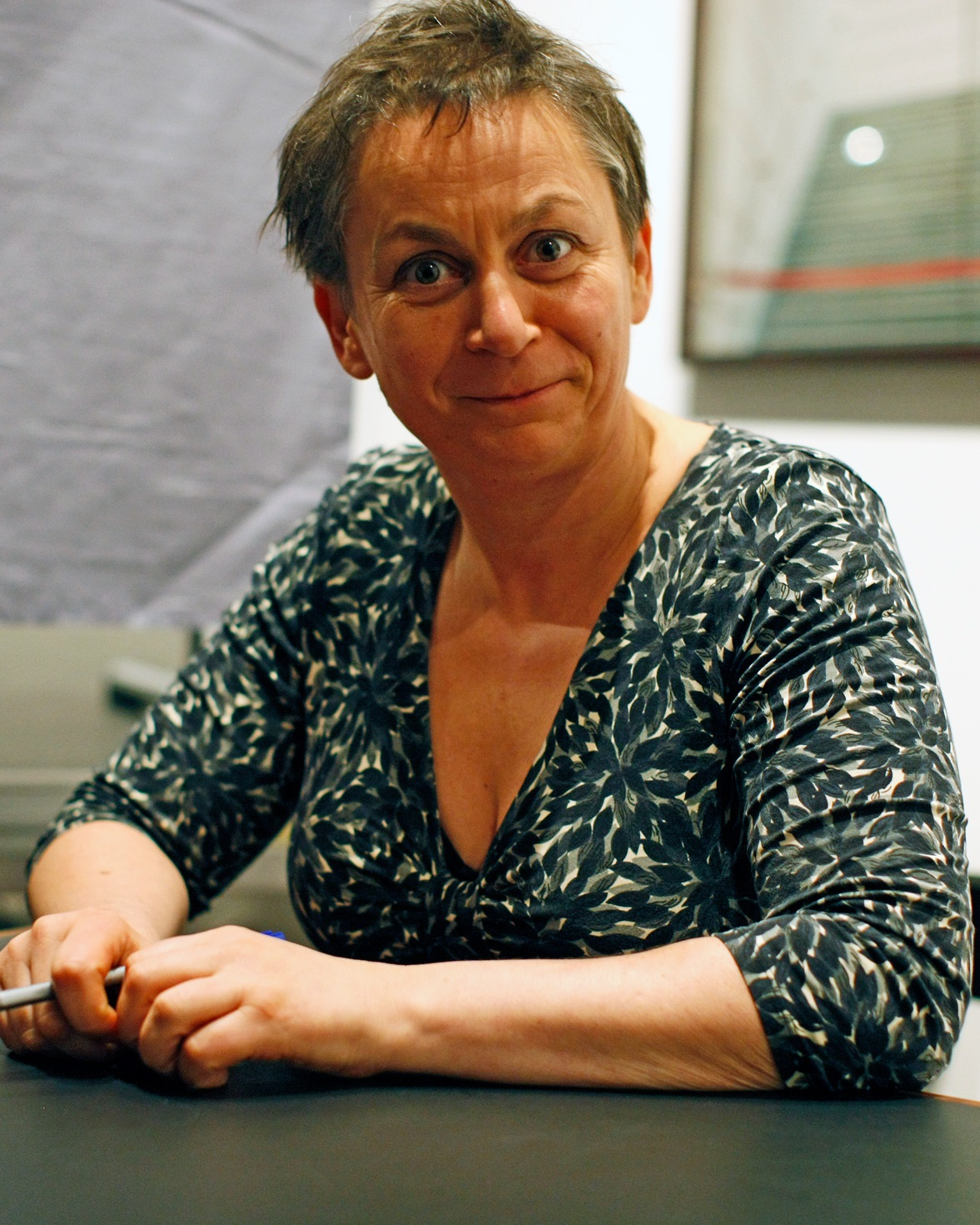
Anne Enright
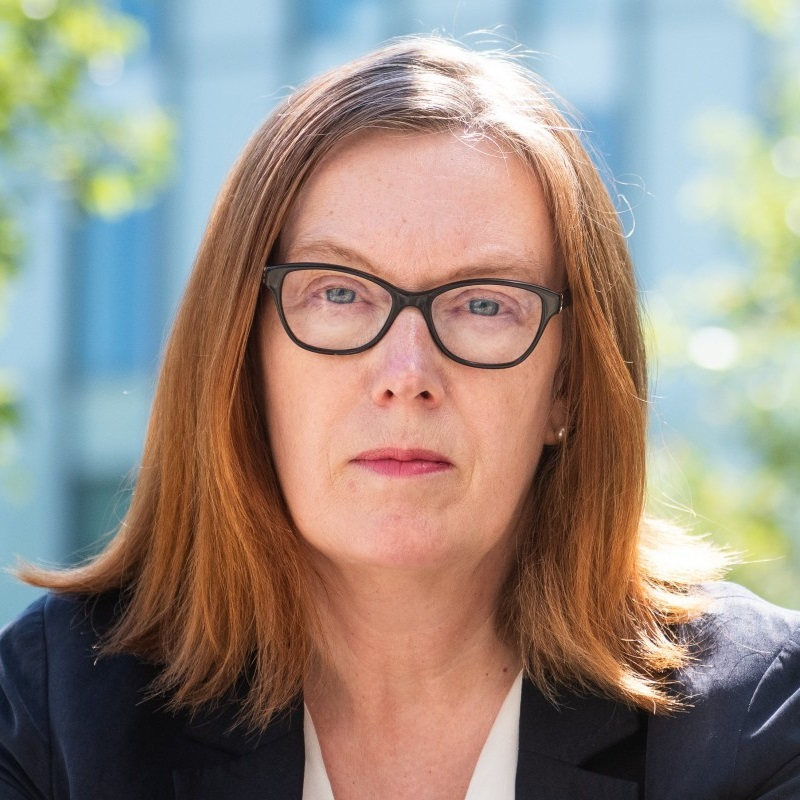
Dame Sarah Gilbert
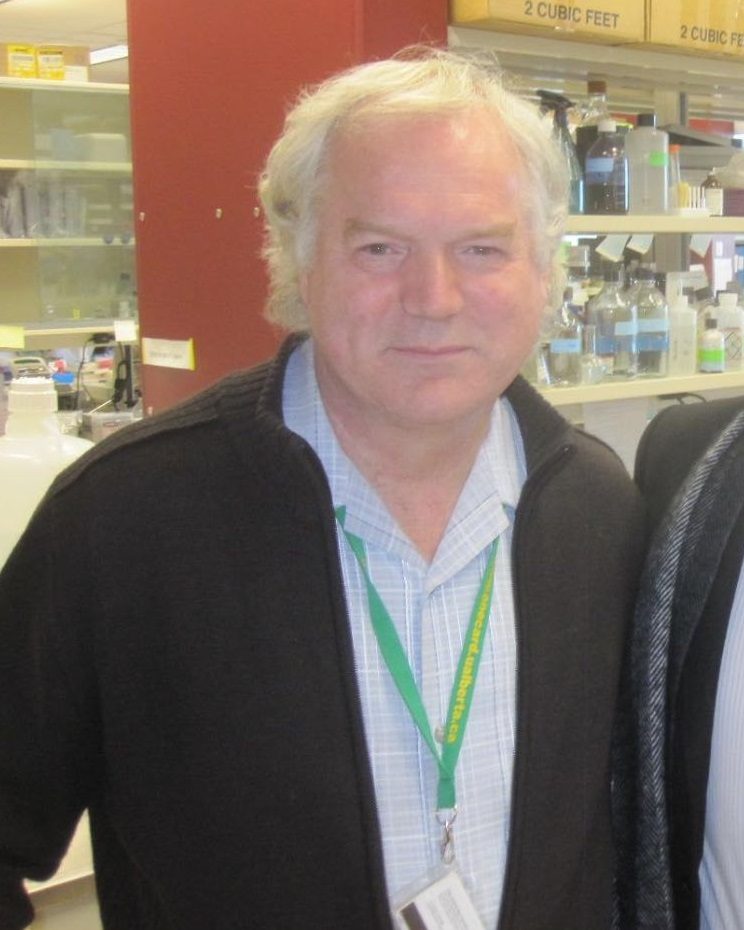
Sir Michael Houghton
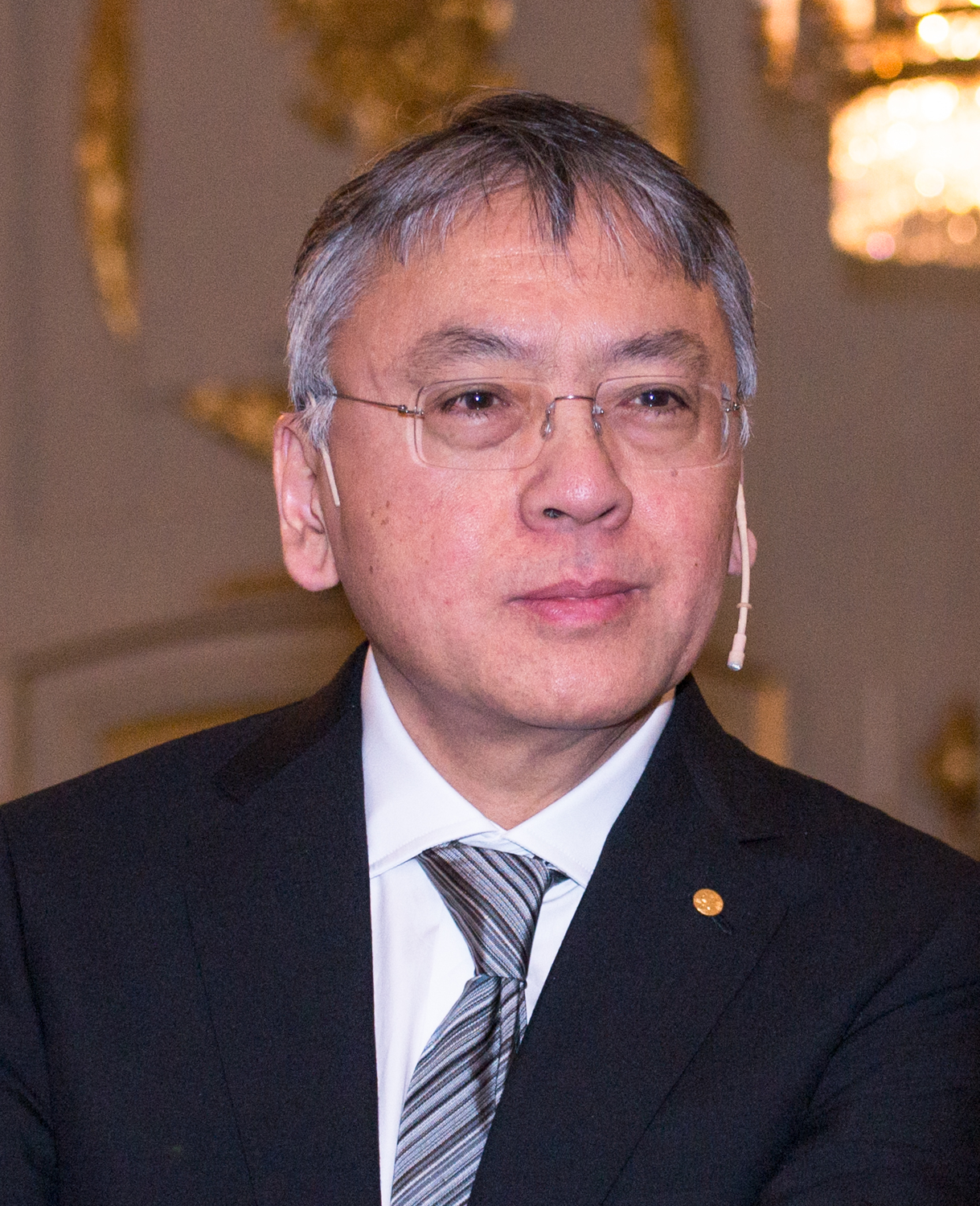
Sir Kazuo Ishiguro
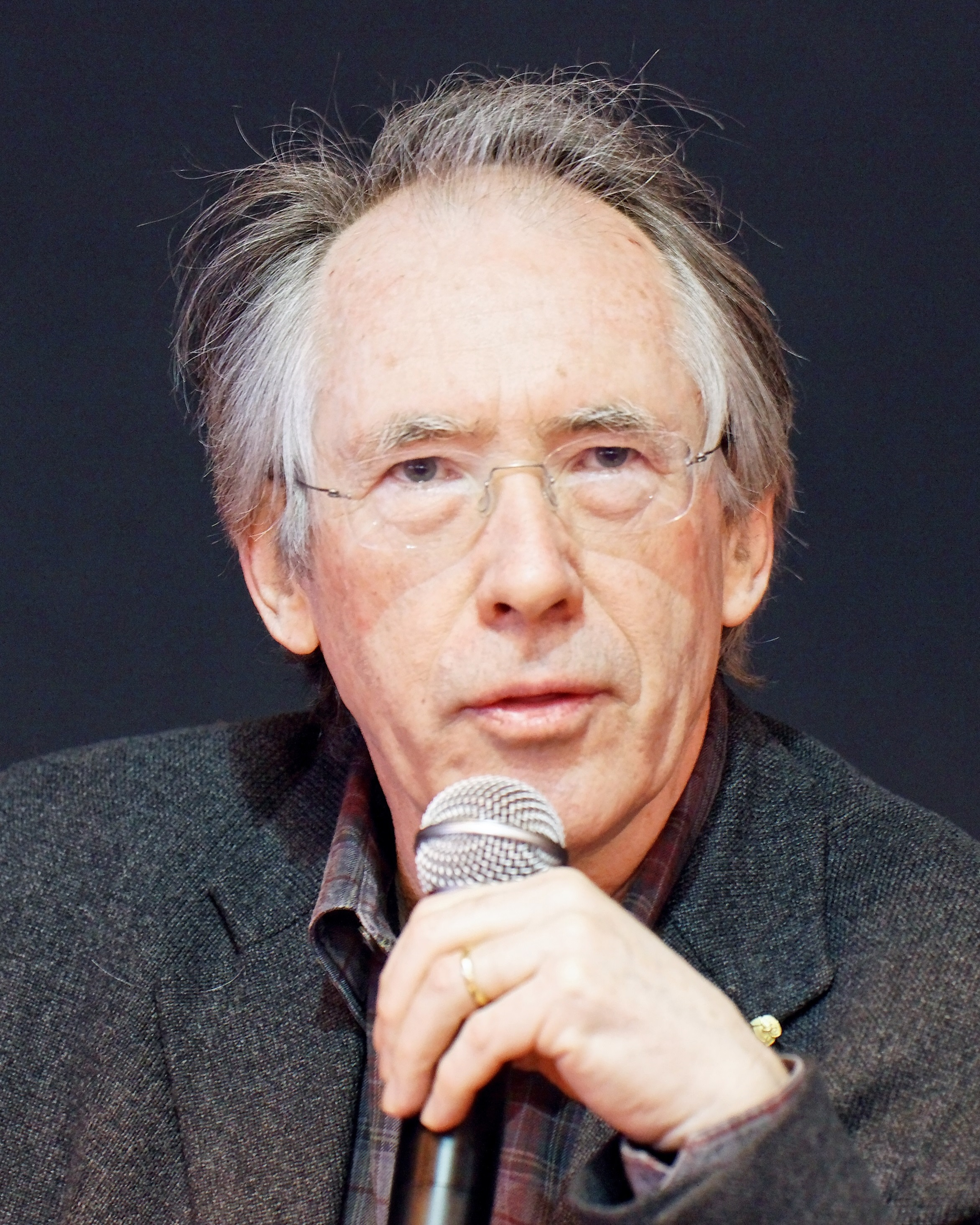
Ian McEwan
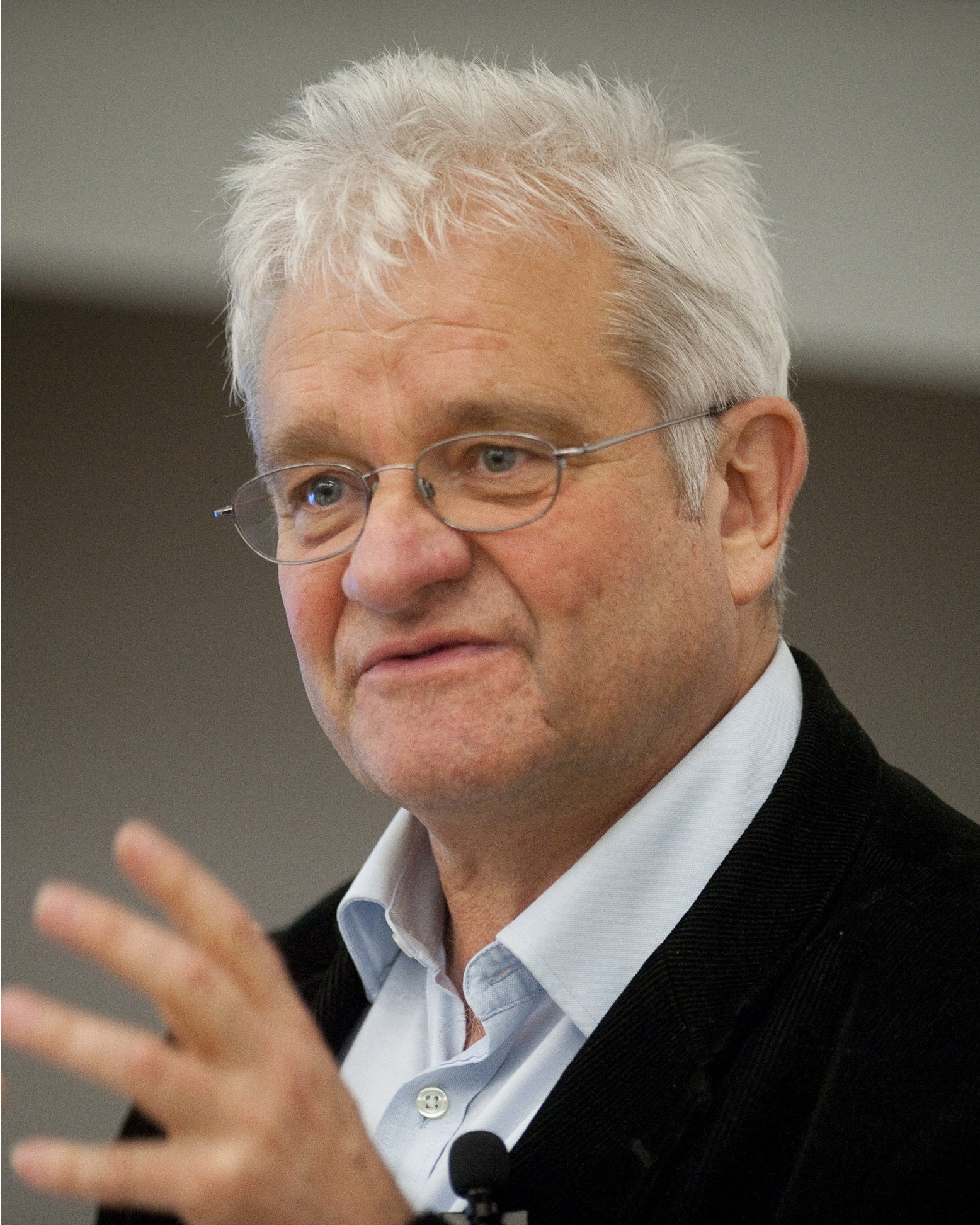
Sir Paul Nurse